# Агібалов Василь Іванович
Васи́ль Іва́нович Агіба́лов (21 квітня 1913, Велика Гнилуша — 18 лютого 2002, Харків) — український скульптор і педагог; член Харківської організації Спілки радянських художників України з 1939 року.

## Біографія
Народився 8 [21] квітня 1913 року в селі Великій Гнилуші Павловського повіту Воронезької губернії Російської імперії (тепер Лозове Верхньомамонського району Воронезької області Росії). У 1932—1933 роках навчався на робітничому факультеті при Київському художньому інституті; у 1933—1942 роках — у Харківському художньому технікумі та Харківському художньому інституті у Леонори Блох, Макса Гельмана, Олександра Матвєєва. Дипломна робота — скульптура «Розвідник» (керівник Макс Гельман). 
У 1944—1949 роках викладав у Луганському художньому училищі (серед учнів — скульптор Ілля Овчаренко). У 1949—1954 роках викладав у Харківському державному художньому інституті. Працював на Харківській скульптурній фабриці Художнього фонду Української РСР.
Жив у Харкові, в будинку на вулиці Культури, № 20, квартира № 5. Помер в Харкові 18 лютого 2002 року.

## Творчість

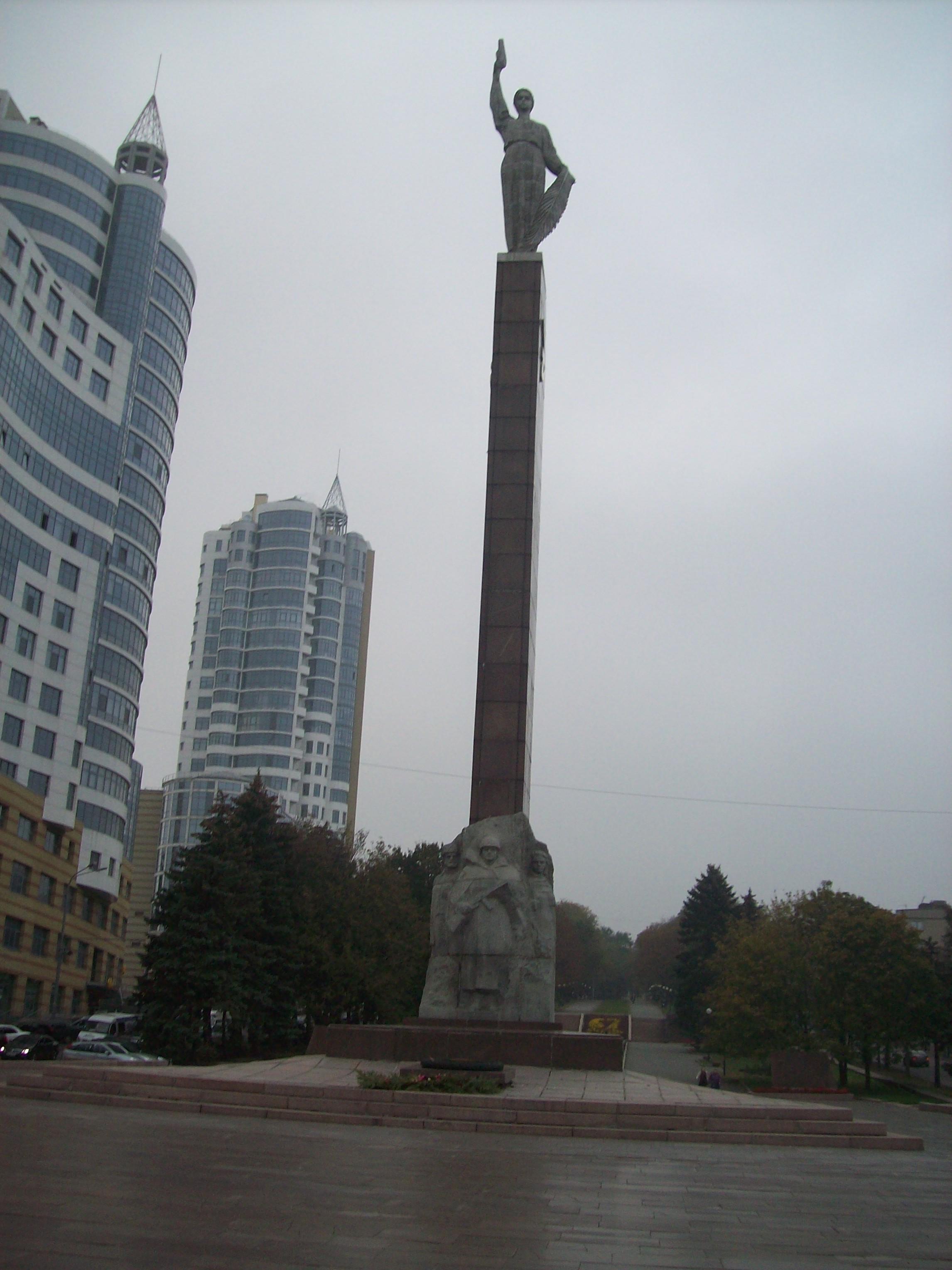
Монумент Вічної Слави у місті Дніпрі

Працював у галузі станкової і монументальної скульптури. Серед робіт:
пам'ятники, монументи, меморіальні комплекси
- пам'ятник В. І. Леніну у Хрустальному (1944, бронза);
- пам'ятник радянським воїнам на братські могилі у Кадіївці (1946, бетон);
- пам'ятник радянським воїнам на братські могилі у Луганську (1947, бетон);
- пам'ятник В. І. Леніну у Луганську (1945—1949, бронза, граніт; співавтори Віктор Мухін, Василь Федченко);
- героям «Молодої гвардії» у Сорокиному (12 вересня 1954; бронза, граніт; співавтори Віктор Мухін, Василь Федченко, архітектор Олександр Сидоренко);
- монумент Вічної Слави у місті Дніпрі (1964—1967, нержавіюча сталь, граніт; співавтори — скульптор Михайло Овсянкін, архітектори Анатолій Максименко, Ерік Черкасов);
- пам'ятник В. І. Леніну в Коростишеві (1967);
- «монумент на честь проголошення Радянської влади в Україні» у Харкові (1975, співавтори — скульптори Яків Рик, Михайло Овсянкін, Сергій Світлорусов, архітектори Ігор Алфьоров, Анатолій Максименко, Ерік Черкасов);
- меморіальний комплекс Слави у Харкові (1977, у співавторстві);
- меморіальний комплекс Слави у Кропивницькому (1994, у співавторстві);
- пам'ятник знак «на честь 1000-ліття хрещення України-Русі» в Харкові (1998).

скульптурні портрети
- молодогвардійців (композиція з п'яти фігур: Олег Кошовий, Уляна Громова, Сергій Тюленін, Любов Шевцова; 1950—1954, гіпс тонований, 251 Х 88 Х 87; у співавторстві з Віктором Мухіним та Василем Федченком; Національний художній музей України; модель пам'ятника встановленого у Сорокиному)[1].;
- сталевара Д. П. Ткача (1957, гіпс);
- Володимира Леніна (1959, мармур; Національний художній музей України);
- двічі Героя Соціалістичної Праці шахтаря Івана Бридька (1959, погруддя, дерево; шахта імені Димитрова, Донецька область);
- Тараса Шевченка (Думи мої, думи) (1961, гіпс, глина);
- космонавта Юрія Гагаріна (1961);
- Володимира Леніна (1961, граніт);
- Героя Соціалістичної праці шахтаря Миколи Мамая (1963, граніт; шахта Червоноармійська, Донецька область);
- актора Михайла Щепкіна (1960-ті);
- селекціонера-генетика Василя Юр'єва (1965, дерево; встановлено в Харкові);
- Астронома Миколи Барабашова (встановлено в Харкові);
- підпільника, страченого гестапо, Олександра Зубарєва (встановлено в Харкові);
- партійного діяча Станіслава Косіора (встановлено в Харкові);
- головного конструктора танка Т-34 Михайла Кошкіна (встановлено в Київському танковому училищі);
- мовознавця Олександра Потебні (1985);
- співачки Оксани Петрусенко (1985);

Учасник республіканських, всесоюзних і зарубіжних виставок від 1942 року. Брав участь у численних художніх виставках у Києві та Москві, пересувних виставках радянського мистецтва у Болгарії, Румунії, Китаї (1950-ті), українського мистецтва у Польщі та Німеччині (1960-ті). Персональна виставка відбулася в місті Лозовій Харківської області у 1998 році.
Твори зберігаються у музеях Києва (Національний художній музей України), Харкова, Сорокиного, Луганська, Санкт-Петербурга (Державний Російський музей), Москви (Третьяковська галерея).

## Відзнаки
- Заслужений діяч мистецтв УРСР з 1956 року.
- Державна премія УРСР імені Т. Г. Шевченка (за 1977 рік; разом з Яковом Риком, Михайлом Овсянкіним, Сергієм Світлорусовим, Ігорем Алфьоровим, Еріком Черкасовим, Анатолієм Максименком за монумент у Харкові на честь проголошення радянської влади в Україні)[2];
- Народний художник УРСР з 1978 року;
- орден «Знак Пошани».